# Consulat général de France à Jérusalem
Le consulat général de France à Jérusalem (hébreu : הקונסוליה הכללית של צרפת בירושלים, arabe : القنصلية الفرنسية العامة في القدس) est une représentation consulaire de la République française installée à Jérusalem.
Son histoire, liée historiquement à l'importance de la Terre sainte pour la France, remonte aux capitulations, accords passés entre le royaume de France et l'Empire ottoman dans le cadre de l'alliance franco-ottomane. Ces accords ont permis à la France de faire reconnaître son rôle de protection des catholiques du Levant. Le premier consul français a pris ses fonctions à Jérusalem en 1623. Cependant, c'est au milieu du XIXe siècle que la présence consulaire française est devenue permanente, en lien avec l'implantation de nombreuses institutions catholiques françaises en Terre sainte.
Cette mission diplomatique sui generis a une position unique dans le réseau consulaire. En effet, le consulat général, bien qu'étant situé en territoire israélien, à Jérusalem-Ouest, n'est pas placé sous l'autorité de l'ambassade de France en Israël. Sa circonscription s'étend sur Jérusalem et ses environs, le corpus separatum délimité dans le plan de partage de la Palestine de 1947, ainsi que sur les territoires palestiniens de Cisjordanie et Gaza.
Le consulat général est chargé de la protection et du suivi administratif des Français établis ou de passage dans sa circonscription, et des contacts avec l'Autorité palestinienne.

## Histoire

### Des croisades aux capitulations
L'histoire du consulat s'inscrit dans la tradition de l'intérêt français pour Jérusalem et ses lieux saints chrétiens à l'époque des Croisades. Le royaume franc de Jérusalem perdure de 1099 à 1187. De 1248 à 1254 a lieu la croisade de Saint-Louis.
La papauté ne peut entretenir de rapports directs avec un pouvoir califal « infidèle ». Une puissance catholique séculière capable de négocier avec le pouvoir musulman, arabe puis ottoman, qui tient les lieux saints est donc indispensable. Par ailleurs, cette même puissance a pour mission d'assurer le respect dans les sanctuaires du statu quo. Ce fragile équilibre y régit les relations des différentes Églises issues des schismes successifs et qui entretiennent des rapports tumultueux. Pendant longtemps, cette fonction a été endossée par le pouvoir byzantin puis Venise, mais à partir du XVIe siècle c'est à la France que va revenir le protectorat sur les « lieux saints ».
Dans le cadre de l'alliance franco-ottomane établie en 1536 entre le roi de France François Ier et le souverain turc de l'Empire ottoman, Soliman le Magnifique, des capitulations sont établies. Ces conventions, renouvelées à chaque nouvelle ambassade française dans l'Empire ottoman, octroient aux sujets et protégés français une liberté de commerce et une égalité fiscale. Elles garantissent la libre pratique du culte catholique et le droit pour les Français de nommer un consul dans toute ville ottomane. Ceux-ci, placés sous la tutelle de l'ambassade française à Constantinople, assurent au niveau local le respect des clauses des capitulations et sont amenés à jouer un rôle politique proéminent dans la ville où ils sont nommés.
Sous le roi Henri IV, l'ambassadeur François Savary de Brèves obtient en 1604 que le pèlerinage sur les lieux saints soit autorisé « aux sujets de l'Empereur de France et à ceux des princes, ses amis, alliés et confédérés » et que la protection des religieux latins de Jérusalem soit garantie « pour l'honneur et l'amitié d'icelui Empereur ». Les religieux catholiques de Jérusalem sont donc poussés à se réclamer du roi de France pour bénéficier de cette protection. Ces capitulations assurant efficacement la liberté de l'exercice de la religion catholique à Jérusalem permettent à la France de renforcer la légitimité de son protectorat sur les lieux saints de Jérusalem. Des capitulations sont aussi ultérieurement obtenues par l'Autriche, l'Angleterre et la Hollande, mais la prééminence de la France reste acquise.

### Création du consulat
Malgré le succès de cette reconnaissance de son rôle dans la protection des lieux saints, la France tarde encore jusqu'en 1623 avant de nommer un consul à Jérusalem. En effet, les consulats des échelles du Levant doivent leur existence à des considérations essentiellement commerciales. Jérusalem, contrairement à Smyrne ou Alep, n'a pas de fonction commerciale. C'est donc uniquement pour sa centralité religieuse qu'il est décidé d'y nommer un consul.
Un incident décide Louis XIII à établir un consulat à Jérusalem. Une querelle entre Arméniens et Franciscains a éclaté dans la grotte de la nativité à Bethléem à propos de deux lampes suspendues en contradiction avec les droits reconnus à l'ordre catholique. L'incident diplomatique qui en découle conduit le royaume de France à y envoyer un diplomate, Louis Deshayes, qui après plusieurs semaines parvient à faire valoir les droits des Franciscains.
À la suite de cette mission réussie, le roi de France Louis XIII nomme en 1621 par lettres patentes le premier consul de France à Jérusalem, Jean Lempereur :

« J'ai estimé à propos, pour la gloire de Dieu et le soulagement des personnes pieuses qui vont, par dévotion, visiter les Lieux Saints, de commettre le Sieur Lempereur pour exercer la charge de consul pour la Nation française à Jérusalem »

— Louis XIII
Lempereur prend ses fonctions en 1623. L'accueil rendu aux consuls fera que la présence consulaire ne sera cependant permanente qu'à partir de 1843. Le premier consul reste en poste jusqu'en 1625. Sébastien de Brémond lui succède de 1699 à 1700 puis Jean de Blancas de 1713 à 1714. Cette présence intermittente s'explique par le contexte local peu favorables aux diplomates français. D'importantes rivalités divisent les chrétiens de Jérusalem, orthodoxes et catholiques. Les différents ordres catholiques sont eux-mêmes en conflit. Les Franciscains qui ont une solide implantation en Terre sainte depuis le XIVe siècle sont inquiets de la concurrence d'autres ordres. Les consuls français auxquels le roi a demandé d'aider les Franciscains sont perçus par ces derniers comme inféodés aux Jésuites. Ils sollicitent donc plus volontiers la protection de Venise et sont réticents à les aider sur un plan matériel à s'installer à Jérusalem. À cela s'ajoutent des complications récurrentes avec les autorités locales qui provoquent des émeutes et accusent parfois les diplomates français de complicité avec une sédition.

Ceci explique les nombreux déboires des consuls français. L'un est séquestré, rançonné puis expulsé. Le même sort est réservé à un autre reconduit manu militari. Le dernier, fort de l'expérience de ses prédécesseurs, se rend à Jérusalem incognito mais est rappelé quatre mois plus tard en raison de la double hostilité des Franciscains et du pouvoir local. Le consul de Brémont décrit de la manière suivante son séjour : 

« De tout le Levant, je ne crois pas qu'il y ait un consul qui soit plus inutile que moi. Je sais pour mon malheur que la ville de Jérusalem n'est pas un pays de grande relation pour vous : c'est la dévotion qui y mène les gens et non le commerce »

Lorsque le poste de consul n'est pas pourvu, les tâches incombant au consulat sont assumées par celui de Seyde (Sidon) ou par l'ambassade de Constantinople.
Après le départ du consul Blancas en 1714, le consulat est fermé pour un siècle mais la France continue de porter un intérêt pour la Palestine ottomane. En 1740 sont signées des capitulations qui sont définitives alors qu'elles étaient auparavant limitées dans le temps. Les changements de régime n'infléchissent pas la volonté de la France de rester présente dans la région. Ainsi, la Convention nationale, le régime politique qui gouverne la France de 1792 à 1795 pendant de la Révolution française, demande à son ambassadeur Aubert-Dubayet de hisser le drapeau tricolore sur toutes les églises et institutions placées sous la protection de la France en Orient. À la suite de la campagne d'Égypte initiée par Napoléon Ier (1798–1801) la France nomme pour quelques semaines un gouverneur français de la Palestine. Une fois la paix conclue avec l'Empire ottoman, les capitulations sont renouvelées. Napoléon ordonne à son ambassadeur à Constantinople, le général Guillaume Brune, de placer sous sa protection les caravanes se rendant sur les lieux saints.

### «Redécouverte» de la Terre sainte auXIXesiècle

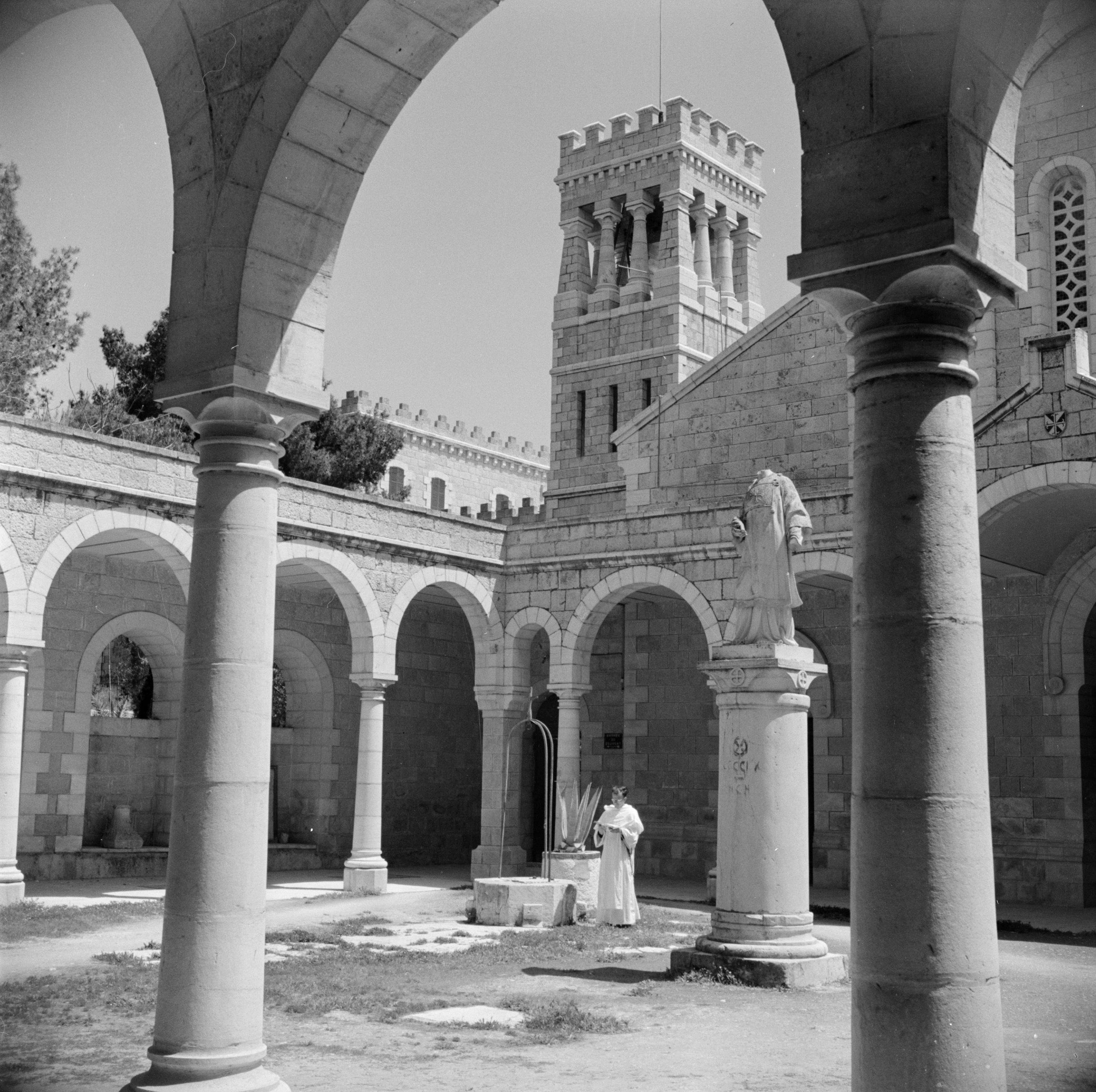
L'école biblique et archéologique française de Jérusalem fondée par l'ordre dominicain en 1890 est l'une des nombreuses institutions françaises créées à Jérusalem au XIXe siècle. Ces établissements participent de l'influence de la France en Palestine ottomane.

Le début du XIXe siècle se caractérise par une « redécouverte » globale de la Terre sainte, une région négligée par l'Occident depuis la fin des Croisades. Ceci se traduit par l'installation de nombreuses institutions chrétiennes en Palestine ottomane. C'est, en ce qui concerne le catholicisme français, particulièrement le cas à partir du milieu du siècle. Le réseau ainsi mis en place se stabilisant au début du XXe siècle.
C'est dans ce contexte qu'une véritable refondation du consulat s'opère avec la nomination d'un consul à Jérusalem en 1843. Jean Lantivy de Kerveno accoste dans le port de Jaffa le 16 juillet 1843. Les honneurs militaires lui sont rendus. Il entre à Jérusalem accompagné d'un corps de troupe et accueilli par des dignitaires religieux et une foule venue nombreuse.
La présence diplomatique française sera, à partir de ce moment là, pratiquement continue dans la ville sainte. Sur place, d'autres nations européennes ont installé leurs consulats. Celui d'Angleterre a été fondé en 1838. En 1843 la Prusse et la Sardaigne installent aussi une représentation. C'est le tour de l'Autriche en 1849 puis de l'Espagne en 1854. La prééminence du consul français reste néanmoins reconnue. Le berat (brevet) d'exequatur émis par le sultan indique qu'il « aura le pas sur les autres consuls et [qu']il obtiendra les honneurs que l'on accorde aux beys musulmans ». Des jeux de pouvoirs complexes se déroulent entre obédiences et congrégations religieuses, ce qui a de fortes répercussions sur l'activité consulaire. Les franciscains soutiennent la Sardaigne qui aspire à remplacer la France dans son rôle de protection de la communauté catholique. Les Grecs orthodoxes sont appuyés par la Russie dans leur querelle avec les catholiques.
Par le bref Nulla celebrior du 23 juillet 1847, le pape Pie IX rétablit le patriarcat latin de Jérusalem comme siège résidentiel. Le premier titulaire, le patriarche Joseph Valerga, prend possession de son siège en janvier 1848. Son arrivée conforte la position de Paul-Émile Botta, qui a lui-même été nommé consul de France cette même année. Il appuie le patriarche dans sa politique d'affirmation de la présence catholique en Palestine. Il intercède en sa faveur auprès du pacha, l'accompagne dans ses déplacements. Il va même une fois à sa rescousse, se présentant en grand uniforme devant un lieu où il est retenu prisonnier, de manière à obtenir sa libération. Le rôle de protecteur des Lieux saints du consul français ne fait que croître à mesure que s'intensifie l'installation d'institutions catholiques françaises. On observe d'ailleurs un mouvement parallèle chez les Britanniques, les Allemands ou encore les Russes. Côté français, de nombreux ordres sont présents : dominicains, lazaristes, bénédictins, pères blancs, assomptionnistes. Parmi les communautés religieuses féminines, se retrouvent entre autres à Jérusalem les filles de la Charité, les Sœurs de Saint-Joseph-de-l'Apparition. Les communautés religieuses fondent hôpitaux, écoles et dispensaires. Autant de lieux permettent la diffusion de la langue et de la culture française. Les dominicains établissent en 1890 un institut de recherche, l'École biblique et archéologique française.
Le congrès de Berlin de 1878 donne une première reconnaissance internationale au protectorat français sur les lieux saints. Son article 62 indique que « les droits acquis à la France sont expressément réservés, et il est bien entendu qu'aucune atteinte ne saurait être portée au statu quo dans les Lieux Saints. »,. Le Vatican, par la voix de la congrégation pour l'évangélisation des peuples reconnaît de même ce protectorat français dans la circulaire Aspera Rerum Conditio, 22 mai 1888 où il est indiqué que « la protection de la France, partout où elle est en vigueur, doit être religieusement maintenue, et les
missionnaires doivent en être informés, afin que s'ils ont besoin d'aide, ils recourent aux consuls et aux agents de la nation française »,.
La concurrence entre missions diplomatiques amène Paris à suivre l'exemple des Grecs qui ont élevé leur représentation au rang de consulat général. Les français font de même en 1893. Toujours placé sous l'autorité de l'ambassade de France à Constantinople, le consulat général français à Jérusalem dispose désormais d'une valise diplomatique permettant des communications directes avec le Quai d'Orsay. L'élévation de la représentation au rang de consulat général est saluée par la communauté française de Jérusalem. Elle se rend en foule au consulat et l'orchestre de l'église Sainte-Anne y joue La Marseillaise à de multiples reprises.
Cette rivalité entre missions consulaires a aussi des répercussions sur le bâti. Si le drapeau français flotte sur de nombreuses institutions de la ville sainte, les consuls de France du XIXe siècle n'ont de cesse de dénoncer les conditions d'exercice de leur fonction consulaire dans des locaux inadaptés, exigus, insalubres et précaires. Dans le même temps, d'autres nations participent du départ des murs, le processus de construction en dehors de l'enceinte de la vieille ville de Jérusalem ainsi le quartier russe est construit pour accueillir les pèlerins entre la rue Jaffa et celle des Prophètes. Dans le même temps, les consuls français n'ont pas de locaux attitrés. Ils changent fréquemment d'adresse. La IIIe République doit loger ses représentants chez les assomptionistes jusqu'en 1914. Cette situation pousse la France à vouloir se doter d'un hôtel consulaire adapté à ses ambitions. Le comte Thierry Michel de Pierredon, héritier d'une puissante famille levantine et membre de l'ordre souverain de Malte, fait don en 1910 de 200 000 francs pour l'achat d'un terrain, ce qui facilite l'entreprise, le ministère des Affaires étrangères étant à cette époque réticent à solliciter la chambre des députés en raison du contexte anticlérical. La France acquiert en 1911 un terrain de 5 054 m2 appartenant au synode de la confrérie Orthodoxe du Saint Sépulcre et situé à proximité de la porte de Jaffa. Les travaux sont cependant repoussés à cause de la guerre.
Par les accords de Mytilène en 1901 et de Constantinople en 1913 l'Empire ottoman reconnait les privilèges fiscaux et douaniers des communautés religieuses protégées par la France.

### Première Guerre mondiale
Le 2 août 1914, l'Empire ottoman signe un traité défensif avec l'Allemagne visant la Russie. Les Ottomans entendent restaurer leur indépendance intérieure en mettant fin à la mainmise des puissances européennes sur leurs affaires. En conséquence, le 8 septembre, les capitulations, qui régissent le fonctionnement des consulats, sont abolies. Le 5 novembre, la France entre en guerre contre l'Empire ottoman. Le personnel diplomatique et les religieux des nations de l'Entente sont expulsés de Jérusalem.
Britanniques et Français décident en 1916 d'un partage du Proche-Orient entre leurs zones d'influence par l'accord secret Sykes-Picot. Il est prévu que Jérusalem et la majorité de la « Terre sainte » soit comprise dans une « zone brune » sous administration internationale. L'Empire britannique lance son offensive en Palestine en octobre 1917 La France, essentiellement accaparée par les combats du front de l'Ouest, n'a qu'une participation modeste à la campagne. Ce rapport des forces très favorable au Royaume-Uni va être crucial dans le devenir de la région et mettre à mal l'ambition de la France de recouvrer son protectorat sur Jérusalem. Lorsque le général Edmund Allenby qui commande la force expéditionnaire britannique, conquiert Jérusalem et fait son entrée dans la ville le 11 décembre 1917, il accepte que Georges Picot, qui a rang de haut-commissaire de la France, pénètre dans la ville sainte en grand uniforme comme il est de coutume pour les consuls prenant leur poste à Jérusalem. Il s'oppose néanmoins rapidement aux velléités de ce dernier de rétablir le protectorat français. La custodie franciscaine annonce le 19 janvier 1918 que le protectorat a pris fin avec la chute de l'Empire ottoman mais Picot persiste à réclamer son maintien. Exaspéré, Allenby convoque le représentant français et lui souligne vertement que « Seul le général Allenby représente tous les Alliés, concentre tous les pouvoirs consulaires, protège toutes les communautés chrétienne ou musulmanes, et c'est à lui, s'il y a des honneurs à rendre [...] à la Puissance protectrice, qu'ils doivent être déférés. Vous n'êtes que mon conseiller pour les affaires arabes et syriennes. Rien de plus ».

### Mandat britannique

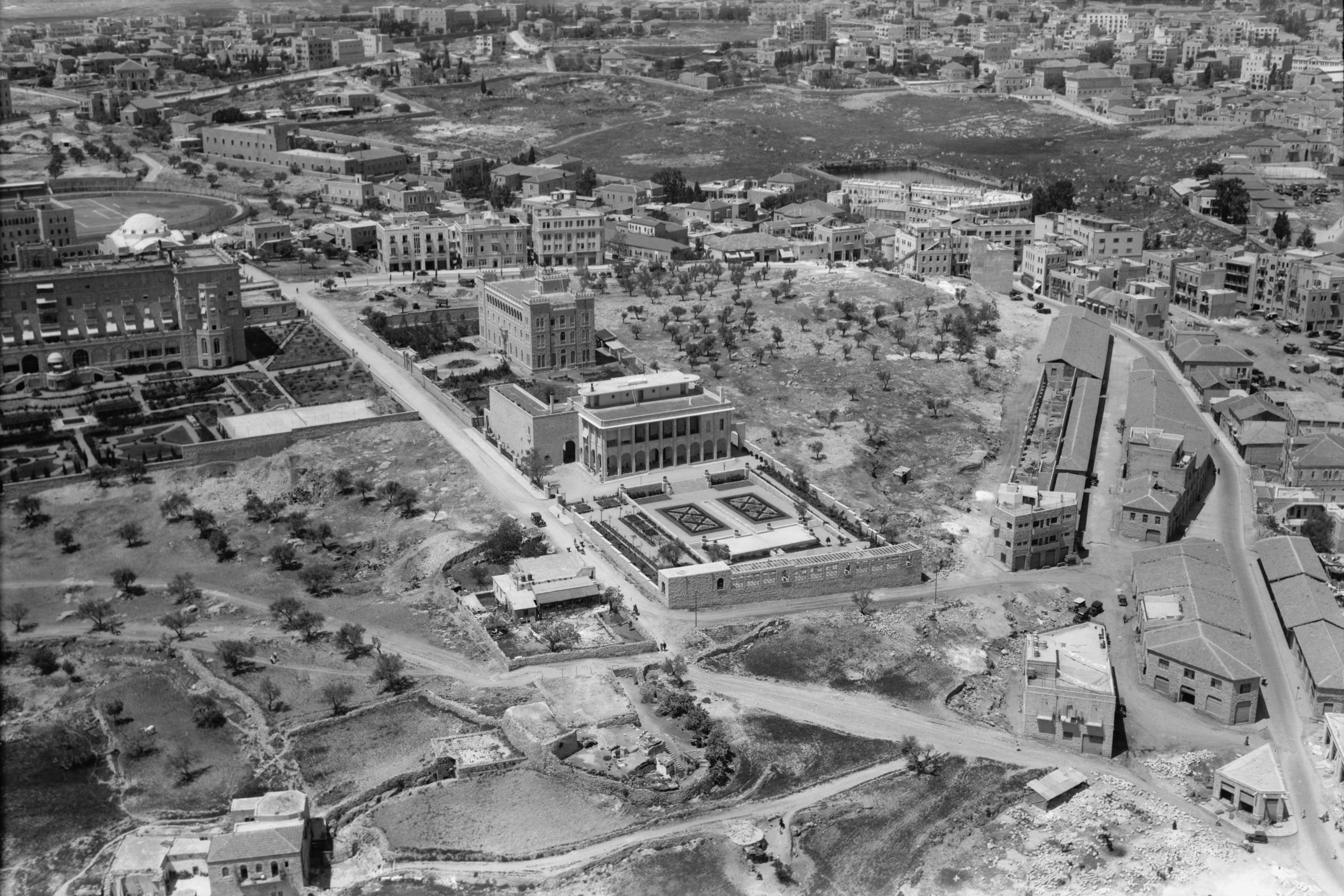
Vue aérienne du consulat et de son jardin à la française, peu après sa construction, en 1931. Juste derrière, on distingue l'hôtel King David.

Les Britanniques instaurent la loi martiale et sont réticents à accepter l'interférence des Français sur place. La France finit par avoir deux représentants à Jérusalem, un haut-commissaire et un consul. Néanmoins cette situation est peu favorable pour la France. Le haut-commissaire a un simple rôle d'observateur dans le processus de transfert du pouvoir de l'administration militaire à l'administration civile et le consul lui est subordonné. Ce n'est qu'au printemps 1921 que la France peut pleinement rétablir son consulat général de Jérusalem. La représentation diplomatique n'est depuis l'établissement de la Palestine mandataire plus placée sous l'autorité de l'ambassade de France à Constantinople et dépend donc directement de Paris.
Alors que la Palestine a connu peu de violences politiques des années 1850 à 1914, les années 1920 sont marquées par la montées des nationalismes arabe et juif. Cette recrudescence des tensions aboutit aux émeutes de 1929. La représentation consulaire française, tout comme les Britanniques, n'a pas su anticiper les émeutes, persistant à interpréter les heurs entre Juifs et Arabes sous un prisme religieux et non comme un antagonisme entre deux nationalismes. Au moment des émeutes, le consul Jacques d'Aumale séjourne en Suisse pour fuir les chaleurs estivales de Palestine. Revenu à la hâte à Jérusalem, il accorde refuge à une partie des 1 400 Juifs d'Afrique du Nord résidant à Jérusalem et bénéficiant d'une protection consulaire, qui se retrouvent dans le dénuement à la suite des émeutes.
La Première Guerre mondiale a freiné le projet de construction d'un hôtel consulaire, les fonds nécessaires à la construction n'étant alloués qu'en 1929. L'architecte choisi est Marcel Favier, déjà présent à Jérusalem depuis 1926 afin de superviser la reconstruction de l'église du Pater Noster. La construction du consulat débute en 1929 et s'achève en 1932. Le quartier est alors en plein chantier. L’Institut biblique pontifical y a été achevé en 1927, l'église écossaise Saint-André le sera en 1930, l'hôtel King David en 1931.
En 1938, une chaire de civilisation française est créée à l'université hébraïque de Jérusalem. La chaire est le fruit d'un accord entre l'université, institution créée par le mouvement sioniste et ouverte officiellement en 1925, et le gouvernement français du Front populaire. Sa création est consécutive à la fin du financement d'une chaire de langues romanes modernes par l'Italie fasciste, financement que l'université refuse désormais en raison des mesures d'exclusion des étudiants juifs en Italie. Le financement de cette chaire de civilisation française est la marque d'une inflexion de la politique du Quai d'Orsay et du consulat de Jérusalem en direction du mouvement sioniste. Le Quai d'Orsay, longtemps méfiant à l'égard du mouvement sioniste, qu'il perçoit comme une menace pour ses intérêts en Palestine, voit dans cette chaire un moyen supplémentaire de diffuser le français en Palestine.

### Seconde Guerre mondiale

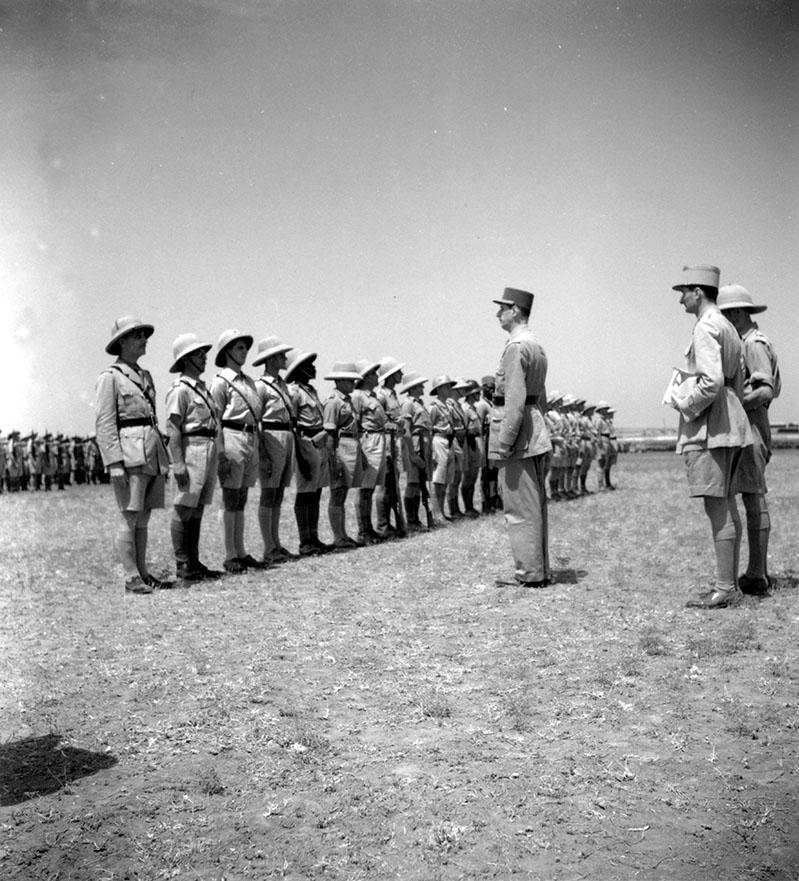
Charles de Gaulle remet leur croix de la Libération à des volontaires de la 1re division française libre à Qastina en Palestine mandataire, le 26 mai 1941. Cette unité des Forces françaises libres participe à la campagne de Syrie en juin 1941.

À la défaite de la France, la petite communauté française de Palestine composée principalement de religieux catholique se range pour l'essentiel derrière la figure de Philippe Pétain, le gaullisme ne s'y implante guère. Selon l'historien Henri Lerner, le consul Amédée Outrey est un « fervent admirateur du Maréchal Pétain ». Cependant, le régime vichyste assure une certaine continuité avec la IIIe République. Outrey, qui ne semble pas nourrir de sentiments antisémites, estime qu'il est normal que la Révolution nationale continue à faire rayonner les valeurs de la France à l'étranger, y compris dans une université juive. Vichy répond favorablement à cette ambition, continuant à financer la chaire de civilisation française à l'université hébraïque de Jérusalem en 1941, et ce alors qu'une législation antisémite a été mise en place en France. De même, à la demande d'Outrey, l'État français continue de verser des subsides aux œuvres de l'Alliance israélite universelle en Palestine.
Charles de Gaulle, le chef de la France libre, s'intéresse à la Palestine dès l'automne 1940 car elle est susceptible de représenter une voie d'entrée vers la Syrie mandataire contrôlée par des forces vichystes. Trois cents soldats français de Syrie se sont réfugiés dans le mandat britannique. De Gaulle nomme Paul Repiton-Preneuf délégué général de la France Libre en Palestine pour coordonner leur action. Il se rend lui-même en Palestine du 14 au 26 mai 1941 pour préparer la campagne de Syrie. Sa rencontre officielle avec le haut-commissaire britannique Harold MacMichael provoque une protestation du consul de France auprès des autorités britanniques.
Après que l'amiral Darlan a autorisé le transit par la Syrie d'avions allemands, les Britanniques ordonnent la fermeture du consulat français, mesure effective le 28 mai. La protection des intérêts consulaires français est alors confiée à l'Espagne franquiste. L'absence de représentant français à Jérusalem est cependant de courte durée. Le 14 juillet 1941 les forces vichystes de Syrie signent leur reddition par l'armistice de Saint-Jean-d'Acre et le 23 juillet 1941 est ouvert à Jérusalem une « Délégation de la France Libre en Palestine et Transjordanie » dirigée par Henri Zimmermann, l'ancien adjoint du consul Amédée Outrey. Il est nommé consul le 14 août 1941 mais, jugé incompétent et maladroit par de Gaulle, il est remplacé, par Guy du Chaylard, le 24 août 1942.

### Vers la fin du mandat britannique
Les autorités consulaires se montrent assez hostiles aux aspirations nationalistes qui se font de plus en plus pressantes en Palestine au sortir de la Seconde Guerre mondiale. Le consul René Neuville juge que la fin du mandat britannique, et la nouvelle configuration géopolitique qui va en résulter, peut fournir à la France une opportunité de recouvrer une partie de son protectorat sur les lieux saints. Il s'oppose initialement à la création d'un État juif qu'il perçoit comme une menace pour les institutions françaises de Palestine et dépeint au Quai d'Orsay un tableau emprunt d'un certain antijudaïsme : « Tant qu'il se sent faible ou isolé, le juif — dont vingt siècles de persécutions ont modelé la nature psychique — ne laisse rien paraître de ces sentiments, il est tolérant, démocrate, humain. Mais dès qu'il se sent le maître, ou en passe de le devenir, il laisse présager de manière non équivoque l'avenir que les non-israélites auraient dans un État juif indépendant ». Il s'oppose avec la même force à la création d'un État arabe indépendant et homogène dont il craint que les tendances xénophobes ne mettent aussi en danger les institutions françaises de Palestine.
Le consulat est situé à proximité immédiate de l'hôtel King David touché le 22 juillet 1946 par un attentat meurtrier de l'Irgoun, un groupe armé sioniste, qui fait 91 morts. Le consul René Neuville indique que la représentation française a reçu un appel téléphonique le prévenant de l'attentat 8 minutes après l'explosion, ce qui laisse à penser que l'attentat a été mal coordonné,. Malgré la violence de l'explosion, le consulat ne subit pas de dommages.
À la suite de l'annonce du Royaume-Uni le 18 février 1947 de leur volonté d'abandonner leur mandat sur la Palestine, le comité spécial des Nations unies sur la Palestine (UNSCOP) est mis en place afin de faire des recommandations sur le devenir de la Palestine. Très tôt, la France prend attache avec cette commission. S'étant peu de temps auparavant retirée de son propre mandat syrien, la France, qui se trouve en position de faiblesse en Palestine, souhaite assurer le maintien de sa position historique à Jérusalem. Le consul René Neuville présente à l'UNSCOP un mémorandum dans lequel il demande le respect des dispositions des accords de Mytilène et Constantinople. Le 29 novembre 1947, l'Assemblée générale des Nations unies vote un plan de partage d'Israël avec le soutien des grandes puissances. La région de Jérusalem doit selon ce plan, en tant que corpus separatum, être placée sous administration internationale.

### Guerre israélo-arabe
L'annonce du plan de partage est suivie d'affrontements de plus en plus violents entre forces juives et arabes du mandat, c'est la guerre civile de 1947–1948. Jérusalem est soumise à un blocus des forces arabes qui parviennent à bloquer l'essentiel des lignes de ravitaillement des sionistes.
La déclaration d'indépendance de l'État d'Israël le 14 mai 1948 est immédiatement suivie de la guerre israélo-arabe de 1948–1949 qui oppose à Jérusalem Tsahal, l'armée israélienne nouvellement établie, à la Légion arabe transjordanienne. Plusieurs institutions françaises, Notre-Dame de France, le couvent des sœurs de Marie-Réparatrice, l'hôpital Saint-Louis, qui sont situés à proximité de la ligne de front, sont prises sous le feu croisé des belligérants. Le couvent sera entièrement détruit au cours des combats. L'hôtel consulaire français est dans la même situation, essuyant régulièrement des tirs de l'armée jordanienne. Il est endommagé par des impacts de balle, des explosions, un obus antichar. Sa structure, bien protégée par des sacs de terre puis par des ouvrages de maçonnerie n'est cependant pas mise en danger. Plusieurs bâtiments d'institutions françaises de Jérusalem sont occupés par les belligérants, ce qui se traduit par d'importants dommages. Les autres missions diplomatiques sont elles aussi touchées, Thomas C. Wasson meurt, victime d'un tir, en mai 1948, peu après être sorti du consulat français. Le consul René Neuville s'engage dans une bataille diplomatique auprès du gouvernement israélien, dénonçant les dommages subis, exigeant que l'armée israélienne parte des institutions qu'elle occupe et demandant des compensations financières.

### Redéfinition de la fonction consulaire après1949

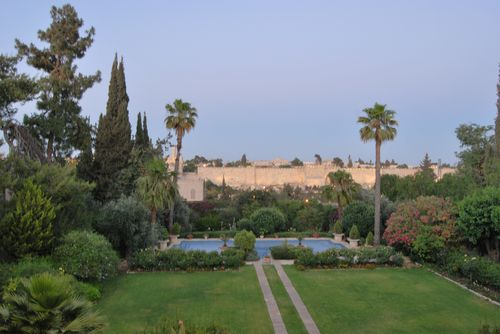
Les murs de la Vieille ville de Jérusalem, vus depuis le jardin à la française du consulat général de France. Entre 1948 et 1967, la frontière entre Jérusalem-Est et Jérusalem-Ouest passe entre consulat et Vieille ville, limitant très fortement les communications.

À la suite de la guerre israélo-arabe de 1948–1949, la ligne verte sépare Jérusalem en un secteur occidental sous contrôle israélien et un secteur oriental sous contrôle jordanien. Les locaux du consulat se retrouvent à Jérusalem-Ouest tandis que la majorité des établissements catholiques français se retrouvent de l'autre côté de la ligne de démarcation. Il est donc décidé d'ouvrir une annexe à Jérusalem-Est, d'abord dans l'église Sainte-Anne, qui fait partie du domaine national français en Terre sainte, puis dans le quartier de Cheikh Jarrah.

Après l'indépendance d'Israël la circonscription du consulat correspond à la Cisjordanie, Gaza et le corpus separatum (en rouge), une juridiction internationale sur Jérusalem et ses environs proposée dans le plan de partage de la Palestine. Les composantes du domaine national français en Terre sainte sont indiquées en bleu.

Après la reconnaissance d'Israël par la France en 1949, l'ambassade de France en Israël est établie à Tel-Aviv, la plus grande ville du pays nouvellement indépendant. Dès lors, les deux représentations diplomatiques desservent deux circonscriptions distinctes couvrant l'ancienne Palestine mandataire. L'ambassade, à laquelle n'est pas subordonné le consulat général, est compétente sur le territoire israélien. La circonscription du consulat s'étend sur Jérusalem et ses environs, le corpus separatum délimité dans le plan de partage de la Palestine, ainsi que sur les territoires palestiniens de Cisjordanie et Gaza. Cette répartition est sujette à certaines exceptions. Ainsi, le monastère d'Abou Gosh, situé dans les environs de Jérusalem mais hors du corpus separatum, relève du consulat général. Symétriquement, certaines institutions et services français installés à Jérusalem, le CNRS, les coopérants travaillant à l'université hébraïque de Jérusalem, relèvent de l'ambassade, leur activité étant principalement tournée vers Israël. Le consulat a eu aussi pendant un temps des responsabilités dans le plateau du Golan, territoire syrien occupé pendant la guerre des Six Jours en 1967 puis annexé unilatéralement en 1981, l'ambassade de France en Syrie étant, du fait de la situation géopolitique, dans l'incapacité d'y exercer ses compétences.
Le consul fait après 1948 la navette entre les deux sites du consulat, côté jordanien et israélien, transitant quotidiennement par le point de contrôle de la porte Mandelbaum. La situation n'est pas sans risques. En 1956, l'annexe de Jérusalem-Est est envahie par une foule protestant contre la crise de Suez au cours de laquelle la France est intervenue avec Israël en Égypte.
Le 28 octobre 1948, à l'initiative du consul général René Neuville, la rue donnant accès au consulat de France est baptisée rue Paul-Émile Botta, pour le centenaire de sa nomination à la tête du consulat. Cela illustre le fait que Neuville entretient de bonnes relations avec la municipalité de Jérusalem-Ouest qui pousse à l'époque à l'hébraïsation des odonymes.
La conquête de Jérusalem-Est par Israël en 1967 au cours de la guerre des Six Jours et la décision subséquente d'Israël d'unifier la ville en annexant Jérusalem-Est permet de nouveau une circulation fluide entre les différents quartiers et conduit le consulat à fermer l'annexe de Jérusalem-Est. Cependant, cela ne change en rien la position consulaire sur le statut de Jérusalem. Le consul français ne sollicite ni ne reçoit d'exequatur émis par Israël. Il n'entretient pour ainsi dire pas de rapports avec les ministères israéliens, exception faite de quelques contacts obligés avec des directions du ministère des Affaires étrangères chargées des affaires consulaires et du protocole.
Plusieurs présidents de la Ve République ont marqué lors de leur visite à Jérusalem la volonté de faire respecter par l'État israélien les règles du protocole en usage dans le domaine national français en Terre sainte. En 1996, lors de sa visite à Jérusalem-Est, Jacques Chirac refuse d'entrer dans l'église Sainte-Anne tant que des services de sécurité israéliens n'en sortent pas. Le 22 janvier 2020, lors d'une nouvelle visite présidentielle, Emmanuel Macron exige lui aussi que les services de sécurité israéliens sortent de l'édifice, leur demandant de respecter « les lois telles qu'elles existent depuis des siècles ».
La position du consulat sur le statut de Jérusalem et des territoires palestiniens suscite régulièrement la polémique parmi les Franco-Israéliens. Ainsi, Meyer Habib, député UDI de la huitième circonscription des Français établis hors de France, proche de la droite israélienne, qui « entretient des relations tendues » avec le consulat, s'est plaint en 2017 que les Israéliens résidant en Cisjordanie reçoivent des brochures électorales portant la mention « territoires palestiniens » sur l'enveloppe.

## Liste des consuls de France à Jérusalem
Il y a eu trois consuls aux XVIIe et XVIIIe siècles mais une réelle continuité entre représentants de la France n'est apparue qu'à partir de la refondation du consulat en 1843. La gérance de la mission diplomatique a parfois été à la charge d'un autre diplomate en l'absence du consul. En 1893, le consulat devient consulat général. Il existe deux discontinuités historiques liées aux guerres mondiales. Le consulat est fermé par les Ottomans en 1914 mais un poste de haut-commissaire de France en Palestine est créé fin 1916, François Georges-Picot l'occupe jusqu'au rétablissement du consulat en 1919. Pendant la Seconde Guerre mondiale, après la fermeture de la représentation diplomatique par le Royaume-Uni, la France libre nomme à Jérusalem des délégués du Comité national français. Sauf indication contraire, les données du tableau proviennent du site officiel du consulat.
| chef de la mission consulaire                                                                               | Titre                                         | Portrait | Date de nomination | Date de nomination | Départ        |
| --- | --------------------------------------------- | -------- | ------------------ | ------------------ | ------------- |
| Jean Lempereur (d)                                                                                          | consul                                        |          | 1621               |                    | 1625          |
| De 1694 à 1699, la ville relève du « consul pour la Palestine, Galilée, Samarie et Judée » basé en Syrie.   |                                               |          |                    |                    |               |
| Sébastien de Bremond (d)                                                                                    | consul                                        |          | 11 mars 1699       | [ 25 ]             | 1700          |
| Jean de Blacas (d)                                                                                          | consul                                        |          | 27 février 1713    | [ 26 ]             | 1714          |
| De 1776 à 1790, la ville relève du « consul général pour la Syrie et la Palestine » qui est établi à Seyde. |                                               |          |                    |                    |               |
| Gabriel de Lantivy (gérance par Edmond de Barrère, 1er décembre 1844 – 15 décembre 1845)                    | consul                                        |          | juillet 1843       | [ 27 ]             | décembre 1845 |
| Joseph Hélouis-Jorelle (d)                                                                                  | consul                                        |          | décembre 1845      | [ 27 ]             | avril 1848    |
| Paul-Émile Botta                                                                                            | consul                                        |          | novembre 1848      | [ 27 ]             | juillet 1855  |
| Edmond de Barrère (gérance par Joseph Adam Sienkiewicz, 1er octobre 1868 – 31 janvier 1872)                 | consul                                        |          | novembre 1855      | [ 27 ]             | 1871          |
| Ernest Crampon (d)                                                                                          | consul                                        |          | 1871               |                    | 1873          |
| Salvator Patrimonio                                                                                         | consul                                        |          | 1873               |                    | 1881          |
| Adrien Langlais (d)                                                                                         | consul                                        |          | 1er avril 1881     | [ a ]              | 1883          |
| Charles Destrées                                                                                            | consul                                        |          | 29 mai 1883        | [ b ]              | 1885          |
| Lucien Monge                                                                                                | consul                                        |          | 31 décembre 1884   | [ c ]              | 1885          |
| Charles Ledoulx                                                                                             | consul (1885–1893) consul général (1893–1898) |          | 1885               |                    | 1898          |
| Ernest Auzepy                                                                                               | consul général                                |          | 2 février 1898     | [ d ]              | 1901          |
| Honoré Daumas (d)                                                                                           | consul général                                |          | 1902               |                    | 1902          |
| Auguste Boppe                                                                                               | consul général                                |          | 1902               |                    | 1904          |
| Georges Outrey                                                                                              | consul général                                |          | 7 février 1905     | [ e ]              | 1908          |
| Georges Gueyraud                                                                                            | consul général                                |          | 14 avril 1908      | [ f ]              | 1914          |
| François Georges-Picot                                                                                      | haut-commissaire de France en Palestine       |          | 24 décembre 1916   | [ 9 ]              | 1919          |
| Louis Rais (d)                                                                                              | consul général                                |          | 1er juin 1919      | [ g ]              | 1924          |
| Gaston Maugras                                                                                              | consul général                                |          | 29 janvier 1924    | [ h ]              | 1925          |
| Alphonse Doire (d)                                                                                          | consul général                                |          | 31 décembre 1925   | [ i ]              | 1928          |
| Jacques d'Aumale                                                                                            | consul général                                |          | 20 octobre 1928    | [ j ]              | 1937          |
| Amédée Outrey                                                                                               | consul général                                |          | 1er décembre 1937  | [ k ]              | 1940          |
| Henri Zimmermann (d)                                                                                        | délégué du Comité national français           |          | 1941               |                    | 1942          |
| Guy du Chaylard (d)                                                                                         | délégué du Comité national français           |          | 22 juin 1942       | [ l ]              | 1946          |
| René Neuville                                                                                               | consul général                                |          | 28 février 1946    | [ m ]              | 1952          |
| Bertrand Edmond Rochereau de La Sablière (de)                                                               | consul général                                |          | 3 juillet 1952     | [ n ]              | 1954          |
| Marcel Laforge (d)                                                                                          | consul général                                |          | 22 février 1955    | [ o ]              | 1957          |
| André Favereau                                                                                              | consul général                                |          | 24 décembre 1957   | [ p ]              | 1959          |
| Christian Marcotte de Sainte-Marie (d)                                                                      | consul général                                |          | 20 janvier 1960    | [ q ]              | 1963          |
| Lucien Lemoine (d)                                                                                          | consul général                                |          | 16 avril 1963      | [ r ]              | 1966          |
| Christian Fouache d'Halloy (d)                                                                              | consul général                                |          | 26 mai 1966        | [ s ]              | 1970          |
| Paul-Antoine Henry (d)                                                                                      | consul général                                |          | 22 juin 1970       | [ t ]              | 1975          |
| Pierre Bitard (d)                                                                                           | consul général                                |          | 23 décembre 1975   | [ u ]              | 1978          |
| Bernard Lopinot (d)                                                                                         | consul général                                |          | 1978               |                    | 1982          |
| Jean Guéguinou                                                                                              | consul général                                |          | 1er septembre 1982 | [ v ]              | 1986          |
| Jean-Claude Cousseran                                                                                       | consul général                                |          | 1986               |                    | 1988          |
| Gilles d'Humières (d)                                                                                       | consul général                                |          | 14 octobre 1988    | [ w ]              | 1991          |
| Jean de Gliniasty                                                                                           | consul général                                |          | 15 octobre 1991    | [ x ]              | 1995          |
| Stanislas de Laboulaye                                                                                      | consul général                                |          | 3 janvier 1996     | [ y ]              | 1999          |
| Denis Pietton (d)                                                                                           | consul général                                |          | 12 octobre 1999    | [ z ]              | 2002          |
| Régis Koetschet (de)                                                                                        | consul général                                |          | 30 août 2002       | [ aa ]             | 2005          |
| Alain Rémy                                                                                                  | consul général                                |          | 31 mai 2005        | [ ab ]             | 2009          |
| Frédéric Desagneaux (d)                                                                                     | consul général                                |          | 29 avril 2009      | [ ac ]             | 2013          |
| Hervé Magro (d)                                                                                             | consul général                                |          | 4 juillet 2013     | [ ad ]             | 2016          |
| Pierre Cochard                                                                                              | consul général                                |          | 21 juin 2016       | [ ae ]             | 2019          |
| René Troccaz (d)                                                                                            | consul général                                |          | 30 juillet 2019    | [ af ]             | 2023          |
| Nicolas Kassianides                                                                                         | consul général                                |          | 22 août 2023       | [ ag ]             |               |

## Fonctions et particularités protocolaires
Le consulat cumule à la fois des fonctions religieuses (protection des lieux saints), consulaires (une communauté d'environ 9 000 Franco-Israéliens) et politiques (protection des réfugiés palestiniens, représentation auprès de l'Autorité palestinienne officialisée en 1994).

### Fonction politique

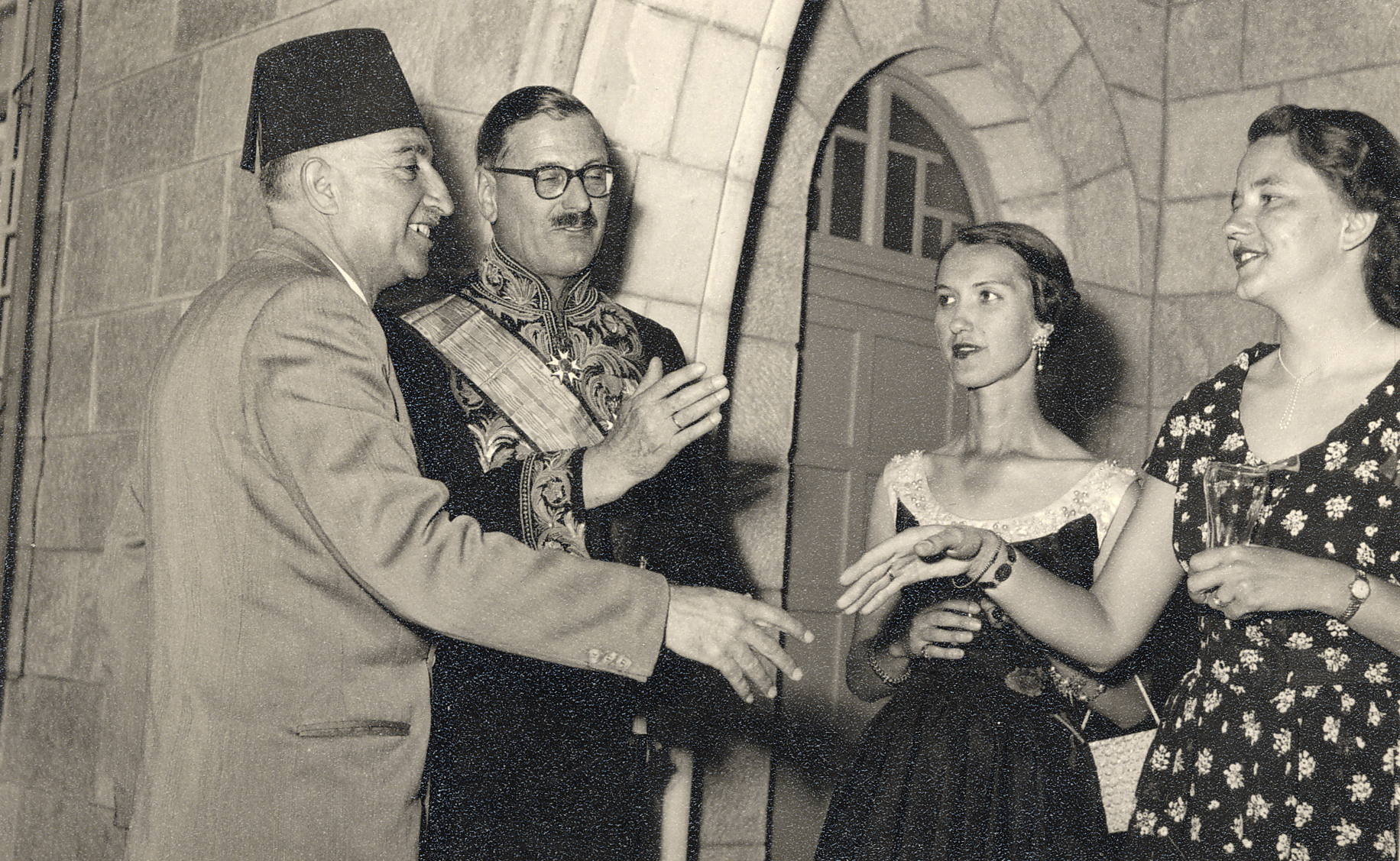
Le maire de Jérusalem Omar Elwary au consulat le 14 juillet 1954 pour la fête nationale française.

Ce consulat a un statut unique, sui generis, au sein du réseau consulaire maintenu par la France à l'étranger : il ne dépend pas de l'ambassade française en Israël et dépend donc directement du ministère des Affaires étrangères français. Les relations avec l'État israélien sont définies par des règles protocolaires très précises. Ainsi, à l'occasion de Yom Haʿatzmaout, la fête nationale israélienne, le corps consulaire vient féliciter le maire de la ville à la porte de Jaffa mais ne rentre pas dans la vieille ville, de l'autre côté de la porte, qui marque la limite de la ligne verte. Les consuls ont pour instruction de ne pas participer aux cérémonies organisées par les autorités israéliennes à Jérusalem. La seule exception concerne les événements organisés par la municipalité de la ville à la condition que le représentant de l'ambassade française à Tel-Aviv n'y participe pas et que ne soit pas indiqué sur le carton d'invitation de présence politique israélienne.

### Protection des lieux saints et des communautés religieuses

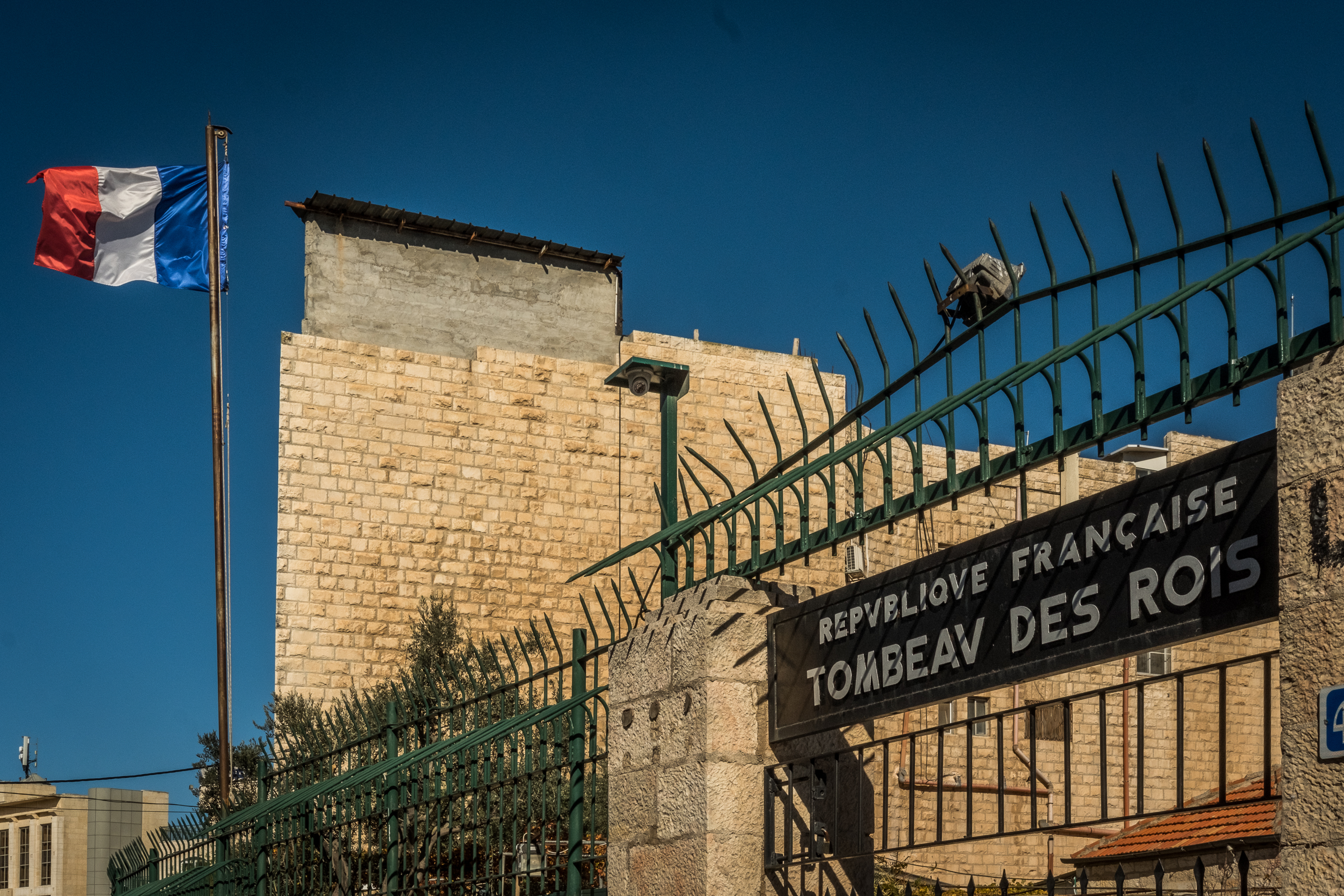
Une plaque et le drapeau français à l'entrée du Tombeau des Rois rappellent les droits de la France sur ce domaine.

L'une des principales tâches du consulat est d'assurer la protection des communautés religieuses bénéficiant d'exemptions fiscales, incluses dans les traités de Mytilène et Constantinople signés entre la France et l'Empire ottoman. Ces dispositions, encore valides, ont été reconnues par Israël. Chaque année, peu avant Noël, le consul entreprend une tournée de ces communautés, situées à Jérusalem et en Cisjordanie. Plus de quarante congrégations et plus de 300 religieux sont soumis à la protection française via le consulat. Outre les exemptions fiscales et douanières accordées à ces communautés, le consulat leur offre de multiples conseils quant aux questions relatives à l'immobilier et à l'enseignement pour les congrégations.
Il subsiste des traces de l'ancienne fonction de protection des lieux saints dévolue à la France dans certains honneurs liturgiques réservés au consul. La convention les régissant a été signée le 4 décembre 1926 entre Aristide Briand, ministre des Affaires étrangères de la France, et Luigi Maglione, nonce apostolique à Paris. Le Consul français est le seul diplomate de Jérusalem qui inaugure ses fonctions par une entrée solennelle au Saint-Sépulcre, en uniforme, précédé de deux kawas, des gardes en livrée de janissaires portant sabre et bâton de cérémonie. Il y est accueilli par un père franciscain français. Un Te Deum retentit ensuite en la basilique Sainte-Anne, l'un des domaines français de Jérusalem,. Pour la messe de minuit à Bethléem et l'office pascal au Saint-Sépulcre la convention de 1926 stipule la présence du consul français au premier rang, aux côtés de ses homologues représentant les autres « puissances catholiques » à savoir l'Italie, l'Espagne et la Belgique. Des messes consulaires sont aussi prévues. Le rituel se répète une vingtaine de fois par an, notamment le 14 juillet, fête nationale française, à Sainte-Anne. Le consul vêtu de son uniforme et accompagné de ses collaborateurs, est accueilli au seuil de l'église, le clergé lui présente l'eau bénite. Après la lecture de l'Évangile, le diacre ou prêtre ayant lu lui présente l'évangéliaire à baiser. Il est ensuite encensé durant l'offertoire, puis la cérémonie se termine par une prière pour la République française.

### Fonction consulaire
Les services consulaires sont principalement utilisés par les Franco-Israéliens qui forment l'essentiel de la population inscrite sur les registres consulaires. Le consulat dessert aussi les touristes et pèlerins de passage, les religieux catholiques français qui animent les différentes institutions chrétiennes implantées à Jérusalem, des membres d'ONG.
Au 31 décembre 2021, 52 390 Français sont inscrits sur les registres consulaires de Jérusalem.
| 2001  | 2002  | 2003   | 2004   | 2005   |
| ----- | ----- | ------ | ------ | ------ |
| 8 278 | 9 463 | 11 058 | 11 805 | 13 158 |

| 2006   | 2007   | 2008   | 2009   | 2010   |
| ------ | ------ | ------ | ------ | ------ |
| 14 585 | 15 510 | 17 099 | 17 856 | 19 730 |

| 2011   | 2012   | 2013   | 2014   | 2016   |
| ------ | ------ | ------ | ------ | ------ |
| 19 708 | 21 848 | 23 274 | 24 146 | 50 640 |

| 2017   | 2018   | 2019   | 2020   | 2021   |
| ------ | ------ | ------ | ------ | ------ |
| 52 982 | 53 404 | 53 317 | 49 597 | 52 390 |

Ils seraient quelque 100 000 Français à vivre en Israël, retraités, start-uppers, venus récemment ou arrivés depuis plusieurs générations.
La communauté francophone représente environ 20 % de la population d'Israël. Tel Aviv est la ville où s’installent la plupart des français mais aussi dans la petite station balnéaire de Netanya au nord de Tel Aviv.

## Domaine national français et institutions relevant du consulat

### Domaine national français en Terre sainte

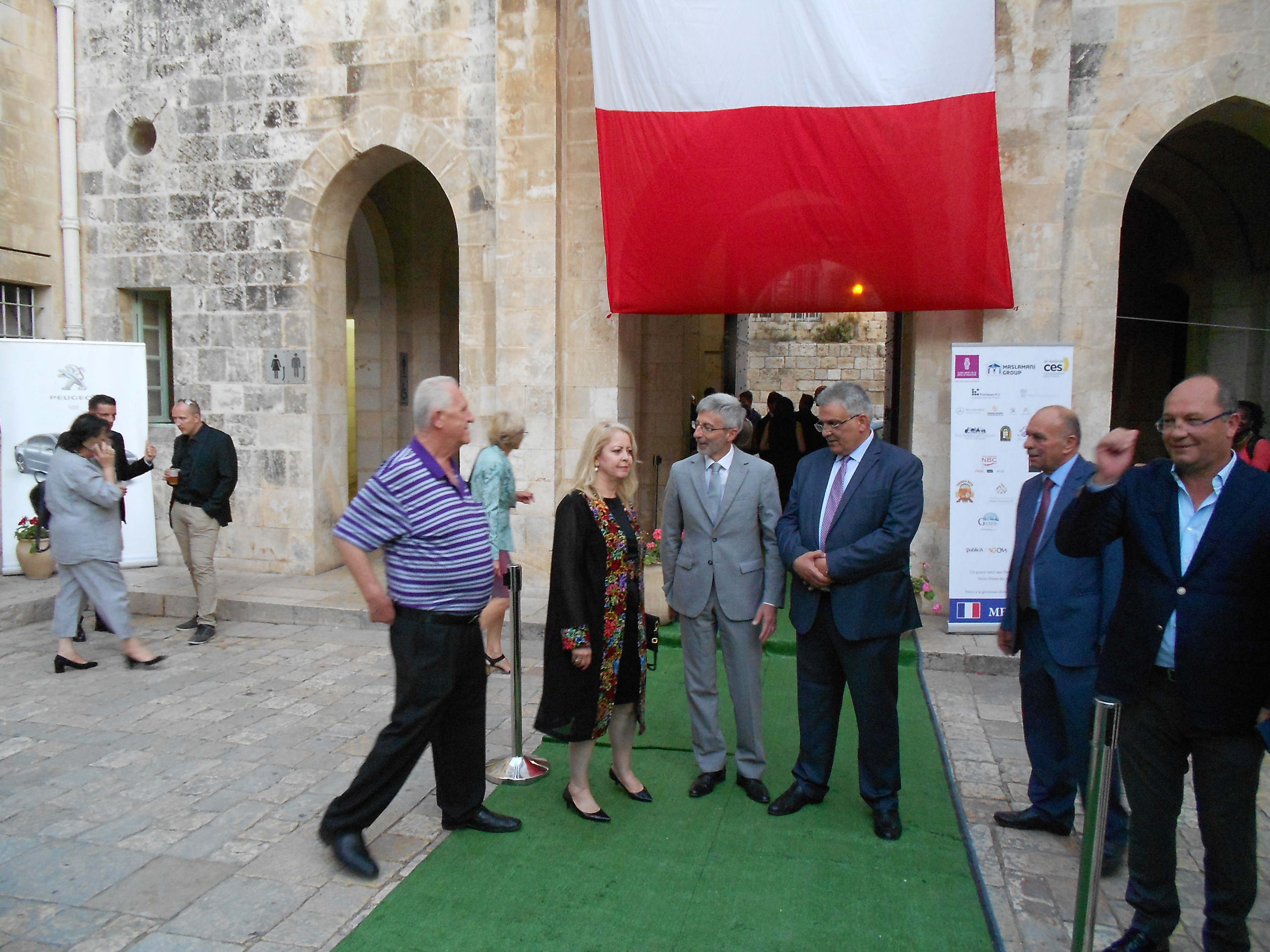
Le 14 juillet, fête nationale française, est célébré par le consul chaque année à l'église Sainte Anne, ici par Pierre Cochard en 2018.

Le consul général de France à Jérusalem prend en charge l'entretien et le gardiennage des différentes composantes du domaine national français en Terre sainte à Jérusalem et dans ses environs : l'église Sainte-Anne, l'église du Pater Noster, l'ancienne commanderie croisée d'Abou Gosh et le Tombeau des Rois.
La première des possessions françaises est l'église Sainte-Anne. Elle est offerte à Napoléon III par Abdülmecid Ier en 1856 en remerciement de l'intervention française lors de la guerre de Crimée qui vient de s'achever. Le terrain où s'élève l'église du Pater Noster (ou Éléona) est acquis en 1856 par Héloïse de la Tour d'Auvergne qui y fait bâtir un monastère par l'architecte Eugène Viollet-le-Duc. Héloïse en fait don à la France en 1874. Le Tombeau des Rois est fouillé par des archéologues français à partir de 1863, avant d'être acquis par les frères Pereire, banquiers de leur état, en 1871. Ils font don du site en 1886 à l'État français « pour le conserver à la science et à la vénération des fidèles enfants d'Israël ». Le monastère d'Abou Gosh est donné à la France en 1873 par le sultan Abdulaziz en compensation de la perte de l'église Saint-Georges de Lod, donnée aux Grecs orthodoxes deux ans auparavant.

### Institut français de Jérusalem

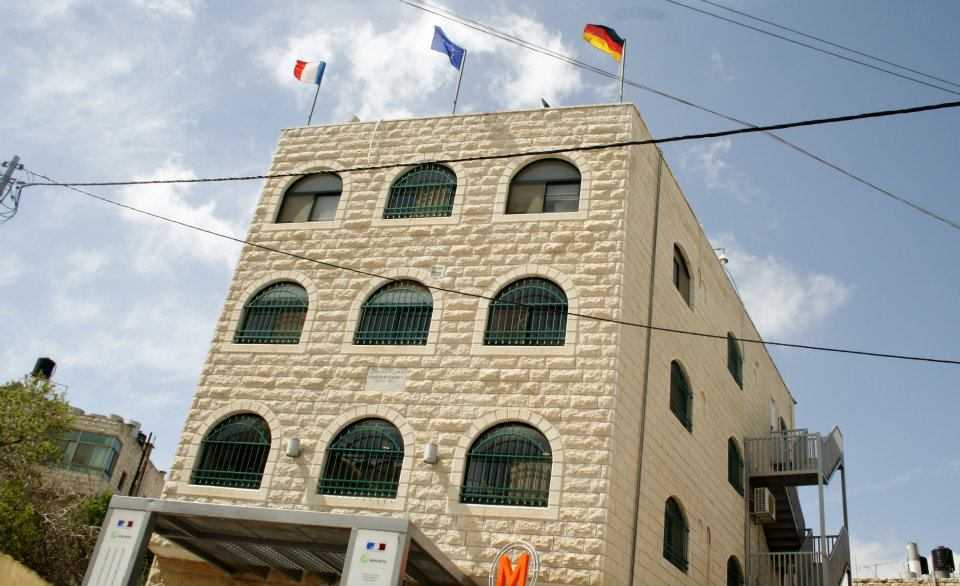
Centre culturel franco-allemand de Ramallah.

Cinq centres culturels relèvent du Consulat général de France à Jérusalem, sous l'enseigne commune d'Institut français de Jérusalem :
Deux centres culturels sont implantés à Jérusalem-Ouest et Jérusalem-Est :
- l’institut français Chateaubriand (centre culturel français de Jérusalem) à Jérusalem-Est ;
- l’institut français Romain-Gary (centre culturel français Romain-Gary) à Jérusalem-Ouest[38].

Deux autres implantations existent en Cisjordanie et à Gaza :
- le centre culturel franco-allemand de Ramallah (avec l'Institut Goethe) en Cisjordanie ;
- l’institut français de Gaza.

S'ajoutent à ce réseau l'Alliance française de Bethléem et l'Association d'échanges culturels Hébron–France. L'antenne de l'Institut français à Naplouse a fermé ses portes en juillet 2018.

## Hôtel consulaire

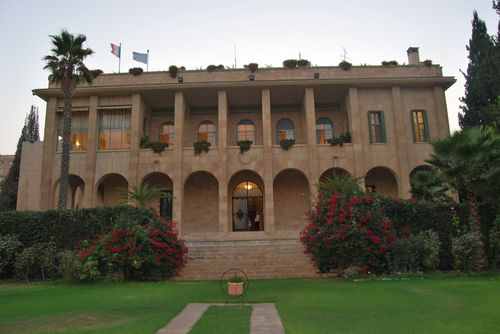
La façade néoclassique est rythmée par des piliers rectangulaires reliés par des arcs en plein cintre. Les murs extérieurs sont en pierre calcaire rose de Beit Jala. Au premier plan, le jardin à la française.

Le bâtiment principal est orienté à l’est, perpendiculairement à la rue Paul Emile Botta. Une arche le relie au bâtiment annexe. La structure interne de l'édifice est en béton armé mais les murs extérieurs sont de pierre massive. La réglementation mise en place par les britanniques à partir de 1918 a rendu obligatoire l'usage de parements en pierre mais la construction de murs en pierre massive relève du parti-pris. À l'extérieur, de la pierre calcaire rose de Beit Jala a été utilisée. à l'intérieur, de pierre calcaire blanche de Bethléem.
Favier opte pour un style sobre tranchant avec le style romantique des bâtiments voisins. La façade, de style néoclassique, possède un aspect massif qui est atténué par les piliers rectangulaires hauts de deux étages qui la rythment. Sur ces piliers reposent des arcs en plein cintre. Contrastant avec ce style, la cour intérieure évoque le Bauhaus en vogue dans les années 1930 et dont l'on trouve de nombreux exemples dans le quartier de Réhavia ainsi qu'à Tel-Aviv.
La façade d'honneur de l'hôtel consulaire donne sur un jardin à la française qui est incliné en direction du Hinnom. Ce jardin comporte deux allées plantées d'arbres et un parterre scindé en deux par un canal menant à un grand bassin. Une pergola donne un point de vue sur les murs de la vieille ville.